# TSC Oberschöneweide

Logo des TSC Oberschöneweide

Der TSC Oberschöneweide war ein Sportclub aus Ost-Berlin. Er wurde am 6. Juni 1957 aus einem Zusammenschluss mehrerer im Berliner Ortsteil Oberschöneweide ansässigen Sportvereinigungen gegründet und fusionierte am 18. Februar 1963 mit zwei weiteren Sportclubs zum TSC Berlin.

## Geschichte
Ab 1954 wurden zur Förderung des Leistungssports im DDR-Sportsystem die Leistungssportsektionen aus den Betriebssportgemeinschaften (BSG) der Volkseigenen Betriebe (VEB) herausgelöst und in Sportclubs (SC) zusammengefasst.
Der TSC Oberschöneweide entstand am 16. Juni 1957 aus dem Zusammenschluss der in Oberschöneweide ansässigen BSG Motor Oberschöneweide des VEB Transformatorenwerk Oberspree (kurz TRO), BSG Motor Oberspree des VEB Kabelwerk Oberspree (kurz KWO), BSG Motor Wuhlheide/Schöneweide des VEB Berliner Akkumulatoren- und Elementefabrik (kurz BAE), BSG Motor Ostend des VEB Werk für Fernsehelektronik (kurz WF) sowie des SC Motor Berlin. Neben dem TSC als Sammelpunkt für den Leistungssport entstand parallel dazu auch die heute noch existierende TSG Oberschöneweide als Anlaufstelle für den Breitensport.
Im Jahr 1961 beschloss die SED-Bezirksleitung in Ost-Berlin, dass in Ost-Berlin ein neuer Sportclub als „ziviles Gegenstück“ zu den beiden bereits existierenden Sportvereinigungen der Nationalen Volksarmee (Armeesportvereinigung Vorwärts) und der Volkspolizei (Sportvereinigung Dynamo) geschaffen werden sollte. Zu diesem Zweck wurde der TSC Oberschöneweide mit den Sportclubs SC Rotation Berlin und SC Einheit Berlin am 18. Februar 1963 zum TSC Berlin zusammengefasst.

## Eishockey
Die vom SC Motor übernommene Eishockey-Abteilung spielte bis 1960 in der Oberliga – der höchsten Spielklasse im DDR-Eishockey. Um aber die Zahl der Berliner Mannschaften in der Oberliga zu reduzieren, schloss sich der TSC der Eishockey-Mannschaft des SC Einheit Berlin an.

## Fußball

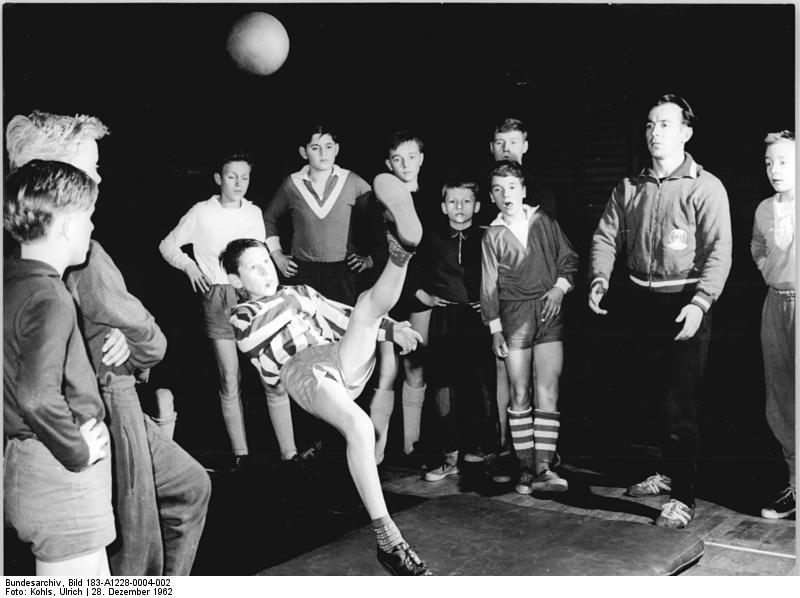
Der TSC-Fußballer Dietwald Grunst (zweiter von rechts) beim Hallentraining mit einer Schülermannschaft

Der TSC übernahm nach der Gründung die in der II. DDR-Liga spielende Fußballmannschaft des SC Motor Berlin und spielte insgesamt fünf Spielzeiten in der damals dritthöchsten Spielklasse im DDR-Fußball. In der Saison 1961/1962 gelang nach vier erfolglosen Anläufen der Aufstieg in die DDR-Liga. Noch während der ersten Ligasaison 1962/1963 erfolgte dann der Zusammenschluss zum TSC Berlin. Drei Jahre später ging aus der Fußballabteilung des TSC Berlin der 1. FC Union Berlin hervor.

## Rudern

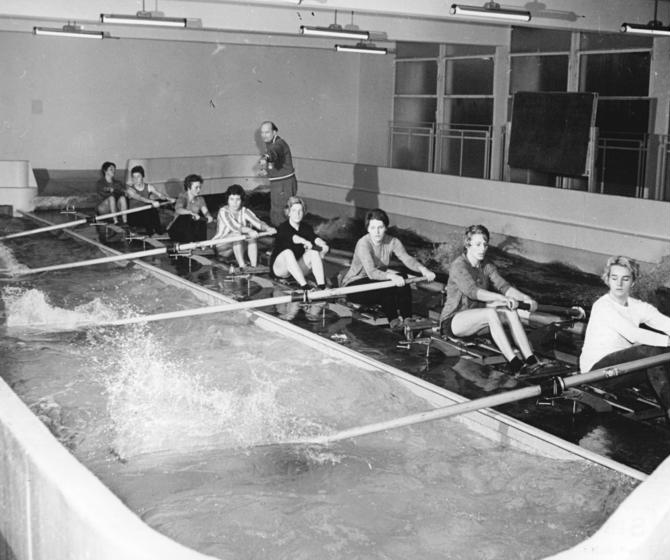
Rudermannschaft der Damen beim Training im Achter

Die Ruderer des TSC nutzten seit der Gründung des Vereins ein im Jahr 1912 an der damaligen Straße Hahns Mühle errichtetes Bootshaus. Sie konnten dem Club zahlreiche DDR-Meistertitel verschaffen und bildeten die Basis für die später erfolgreiche Ruderabteilung des TSC Berlin. Folgende DDR-Meistertitel gewannen die Sportler:

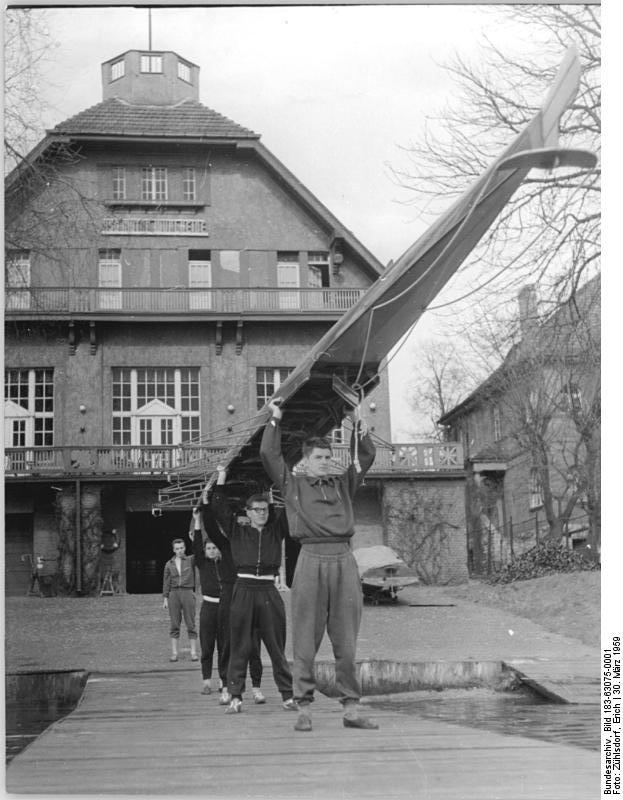
Saisonvorbereitung der Ruderer im Jahr 1959

- 1957, 1958, 1959, 1960: Damen Achter
- 1957, 1960, 1962: Herren Vierer ohne Steuermann (1957 und 1961 jew. alleine, 1960 als Renngemeinschaft mit dem ASK Vorwärts Rostock und dem SC DHfK Leipzig sowie 1962 als Renngemeinschaft mit dem SC Dynamo Berlin)
- 1958: Frauen Einer (1958)
- 1958: Herren Einer
- 1959: Herren Achter (als Renngemeinschaft mit dem SC Dynamo Berlin)
- 1960, 1962, 1961: Herren Doppelzweier (1960 und 1962 jeweils als Renngemeinschaft mit dem SC Dynamo Berlin sowie 1961 als Renngemeinschaft mit der BSG Motor Baumschulenweg)

## Tischtennis
Erfolgreichster Tischtennisspieler des TSC war Lothar Pleuse, der bereits mit dem SC Motor Berlin zweimal DDR-Mannschaftsmeister geworden war. Für den TSC gewann Pleuse insgesamt vier DDR-Meisterschaften: 1960 im Einzel sowie 1957, 1960 und 1961 im Doppel (jeweils zusammen mit Heinz Schneider von der BSG Post Mühlhausen). Darüber hinaus nahm er mehrfach an Welt- und Europameisterschaften teil.